# Julie Bimbach

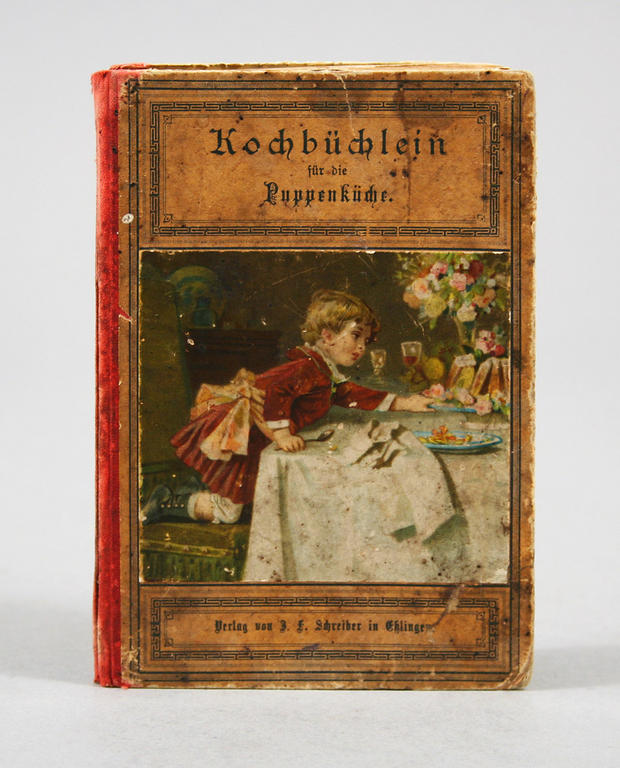
Das Kochbüchlein für die Puppenküche, 21. Auflage 1884

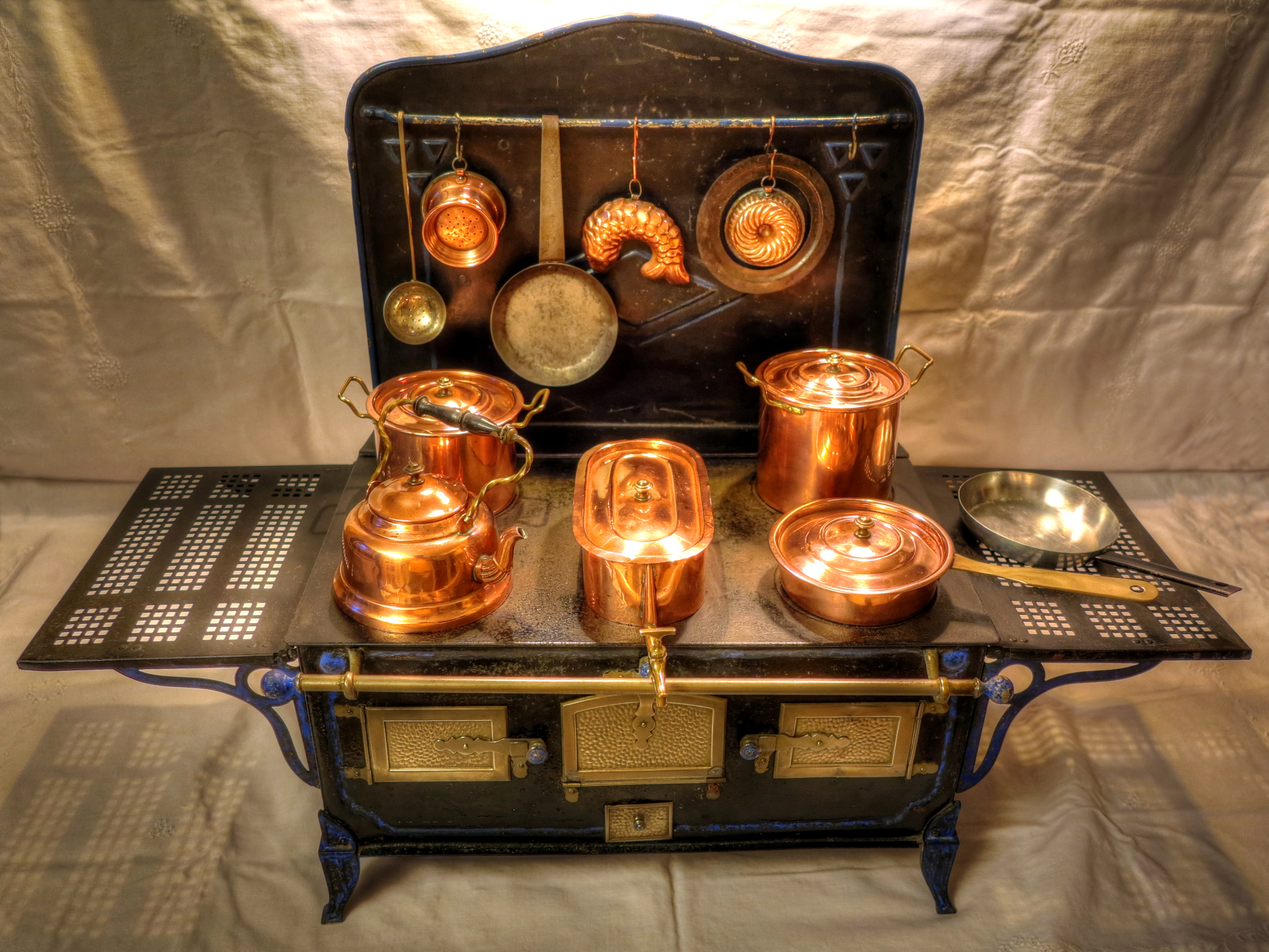
Mit Spiritus beheizter Puppenherd aus Blech, Deutschland um 1900

Julie Bimbach (geb. vor 1854, Todesdatum unbekannt) war eine deutsche Kochbuchautorin. Sie gehörte zu den ersten Autorinnen von Kochbüchern für Kinder im 19. Jahrhundert.
Die Lebensdaten von Julie Bimbach sind unbekannt. Das Kochbüchlein für die Puppenküche, mit dem sie berühmt wurde, erschien zum ersten Mal 1854 bei Raw in Nürnberg. Es gilt als das erste Puppenkochbuch in Deutschland. Das Puppenkochbuch von Christine Charlotte Riedl erschien im selben Jahr, dasjenige von Henriette Davidis wurde zwei Jahre später veröffentlicht.

## Kochbüchlein für die Puppenküche
Zur Entstehungsgeschichte des Kochbuches erzählte Julie Bimbach: „Der herannahende Weihnachtsabend gab mir Veranlassung zu diesem Kochbüchlein. Es war bereits ein großer Kochofen für meine Mädchen von der fernen Großmutter eingetroffen, und als ich die geräumigen Gefäße mit der hübschen Weingeistlampe einige Zeit betrachtet hatte, faßte ich den Gedanken, ein Kochbüchlein zu schreiben, mit dessen Hülfe die Kinder spielend die ersten Anweisungen zur Kochkunst erhalten könnten.“ Bevor es zur gedruckten Fassung des Kochbüchleins kam, verbreitete sich das handschriftliche Puppenkochbuch in Julie Bimbachs Freundeskreis und wurde vielfach abgeschrieben. Das Kochbüchlein erlebte insgesamt 37 Auflagen und wurde bis 1930 aufgelegt. 1859 erschien ein Fortsetzungsband, der bis 1900 sechsmal aufgelegt wurde.
Auf 62 Seiten enthielt das Kochbüchlein Rezepte, aber auch ganze Menüvorschläge. Die Rezepte waren „verkleinerte“ Versionen des Kochbuches von Friederike Luise Löffler. Verglichen mit dem Puppenkochbuch von Henriette Davidis sind die Kochanweisungen des Kochbüchleins relativ kompliziert und benutzen Mengenangaben, die für Kinder vermutlich eher schwierig abzumessen sind. Möglicherweise vereinfachte Henriette Davidis deshalb die Rezepte für ihr zwei Jahre später erschienenes Puppenkochbuch noch stärker und kommt so fast ganz ohne Maße aus.
| Beispiel aus dem Kapitel „Suppen“: „Bier-Suppe“ „Nimm eine starke Messerspitze voll Mehl, rühre es in der Pfanne mit 1⁄4 Mäßchen Milch glatt, vermenge damit 4 Theelöffel voll Eigelb, etwas ganzen Zimmt, 1⁄2 Mäßchen Bier und so viel Zucker, bis die Suppe sehr süß schmeckt und lasse sie unter beständigem Rühren bis zum Sieden kommen.“. |

Das Puppenkochbuch war eine völlig neue Buchgattung, die schon bald sehr beliebt war und stark nachgefragt wurde. Schon zwei Jahre später war Henriette Davidis bei der Veröffentlichung ihres Puppenkochbuchs in der Lage, wegen des gebotenen Honorars zwei Verlage gegeneinander auszuspielen. Puppenkochbücher stießen in eine Marktlücke vor: in der Mitte des 19. Jahrhunderts waren Puppenherde als instruktives Mädchenspielzeug aufgekommen, die nun in immer mehr bürgerlichen Haushalten zur Weihnachtszeit aufgebaut wurden und bei den Kindern sehr beliebt waren. Um diese Herde benutzen zu können, waren die Puppenkochbücher mit ihren angepassten Mengenangaben und auf die Fähigkeiten der Kinder und die technischen Voraussetzungen der mit Spiritus beheizbaren Herde zugeschnittenen Rezepten eine ideale Ergänzung.

## Ausgaben
- Kochbüchlein für die Puppenküche oder erste Anleitung zum Kochen für Mädchen von 8–14 Jahren. Nach dem Löffler'schen Kochbuch. Raw, Nürnberg, 1854. (37 Auflagen bis 1930, von der Erstauflage ist nur noch ein einziges (bekanntes) Exemplar enthalten[3])
  - vierte Auflage von 1855 online  im MDZ-Reader der Bayerischen Staatsbibliothek BSB
- Kochbüchlein für die Puppenküche. Oder erste Anweisung zur Bereitung von süßen Speisen, Backwerk und warmen Getränken für Mädchen von 8-14 Jahren, Raw, Nürnberg, 1859. (Fortsetzungsband, 6 Auflagen bis 1900) (online im MDZ-Reader der Bayerischen Staatsbibliothek BSB, Google-Digitalisat)
  - Nachdruck der 30. Aufl. des Kochbüchlein für die Puppenküche oder Anweisung zum Kochen für Mädchen von 8 - 14 Jahren im Anhang von: Reinhard Schmidt (Hrsg.): Kürnbacher Kochkunst, Kürnbach, 2005. (zusammen mit einem Nachdruck des Kochbuchs von Friederike Löffler)